# Prijezda II av Bosnien
Prijezda II av Bosnien, död 1290, var Bosniens regent från 1287 till 1290.